# Backlund (cráter)
Backlund es un cráter de impacto lunar desgastado que se encuentra en la cara oculta de la Luna, más allá de la extremidad oriental. Se encuentra a caballo sobre el borde meridional de la llanura amurallada del cráter Pasteur y al oeste del cráter Hilbert. Más hacia el oeste-suroeste se halla Sklodowska. Los extremos norte y sur de Backlund están más desgastados y erosionados que los tramos intermedios. El piso interior es relativamente plano, con el acompañamiento habitual de pequeños cráteres de impacto que marcan la superficie.
|  |  |

## Cráteres satélite
Por convención estos elementos son identificados en los mapas lunares poniendo la letra en el lado del punto medio del cráter que está más cerca de Backlund.
|          | \| Backlund \| Coordenadas \| Diámetro \| \| -------- \| ------------------------------- \| -------- \| \| E \| 15°30′S 105°18′E / -15.5, 105.3 \| 15 km \| \| L \| 18°12′S 103°30′E / -18.2, 103.5 \| 56 km \| \| N \| 17°48′S 102°48′E / -17.8, 102.8 \| 18 km \| \| P \| 18°54′S 102°00′E / -18.9, 102.0 \| 27 km \| \| R \| 16°48′S 101°30′E / -16.8, 101.5 \| 23 km \| \| S \| 16°48′S 100°36′E / -16.8, 100.6 \| 21 km \| |          |
| Backlund | Coordenadas | Diámetro |
| E        | 15°30′S 105°18′E / -15.5, 105.3 | 15 km    |
| L        | 18°12′S 103°30′E / -18.2, 103.5 | 56 km    |
| N        | 17°48′S 102°48′E / -17.8, 102.8 | 18 km    |
| P        | 18°54′S 102°00′E / -18.9, 102.0 | 27 km    |
| R        | 16°48′S 101°30′E / -16.8, 101.5 | 23 km    |
| S        | 16°48′S 100°36′E / -16.8, 100.6 | 21 km    |